# Palazzo di San Telmo
Il Palazzo di San Telmo (in spagnolo: Palacio de San Telmo) è un edificio storico che si trova a Siviglia ed è la sede della presidenza del governo dell'Andalusia.

## Descrizione

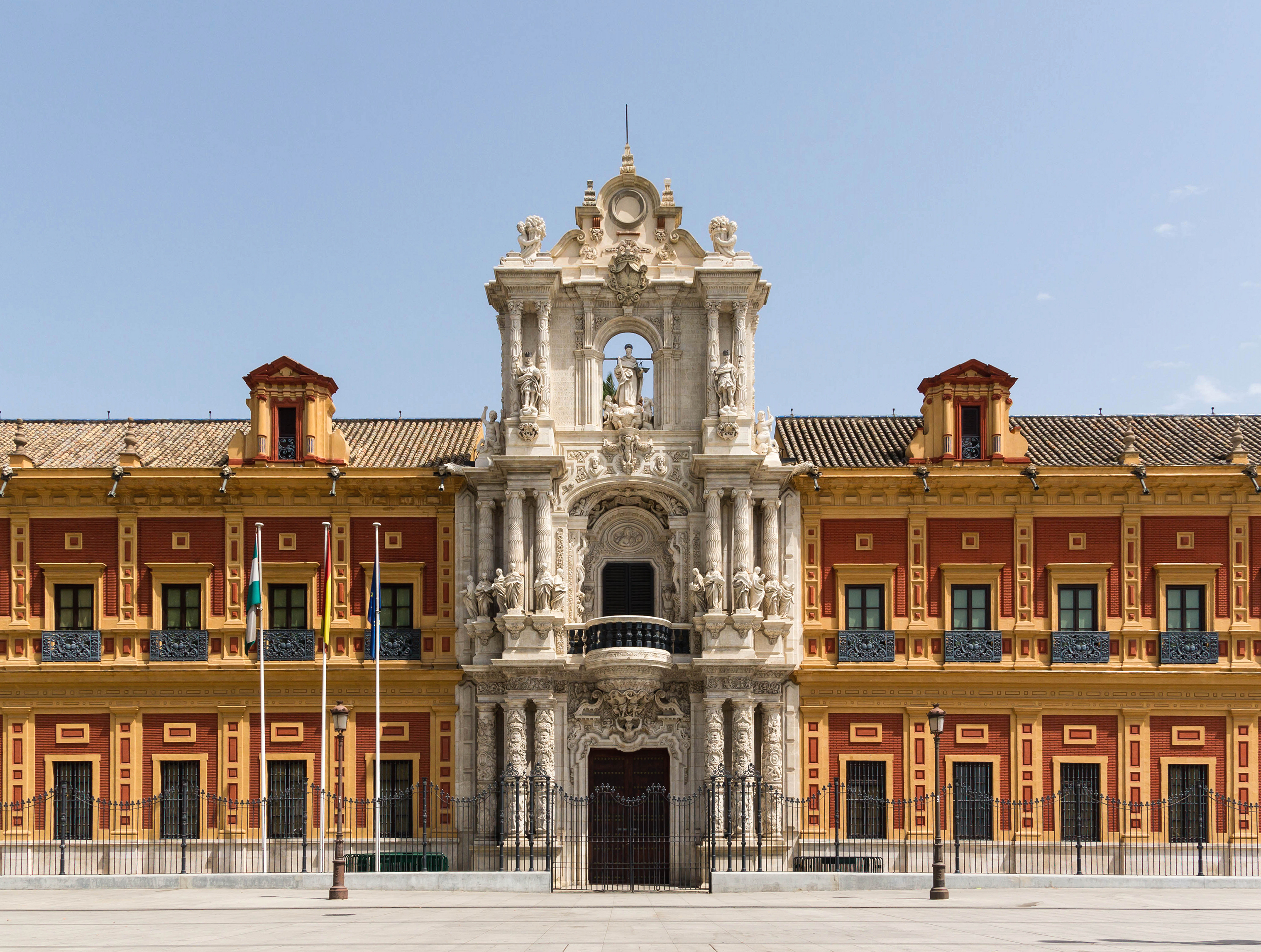
Facciata del palazzo

Il palazzo è uno degli edifici emblematici dell'architettura barocca di Siviglia ed è costruito su una pianta rettangolare, con diversi cortili interni, tra cui uno centrale, torri ai quattro angoli, una cappella e giardini. La cappella barocca, a cui si accede da uno dei cortili, è opera dell'architetto Leonardo de Figueroa e al suo interno si trova una statua dell'inizio del XVII secolo dedicata alla Nostra Signora di Bonaria, patrona dei naviganti.

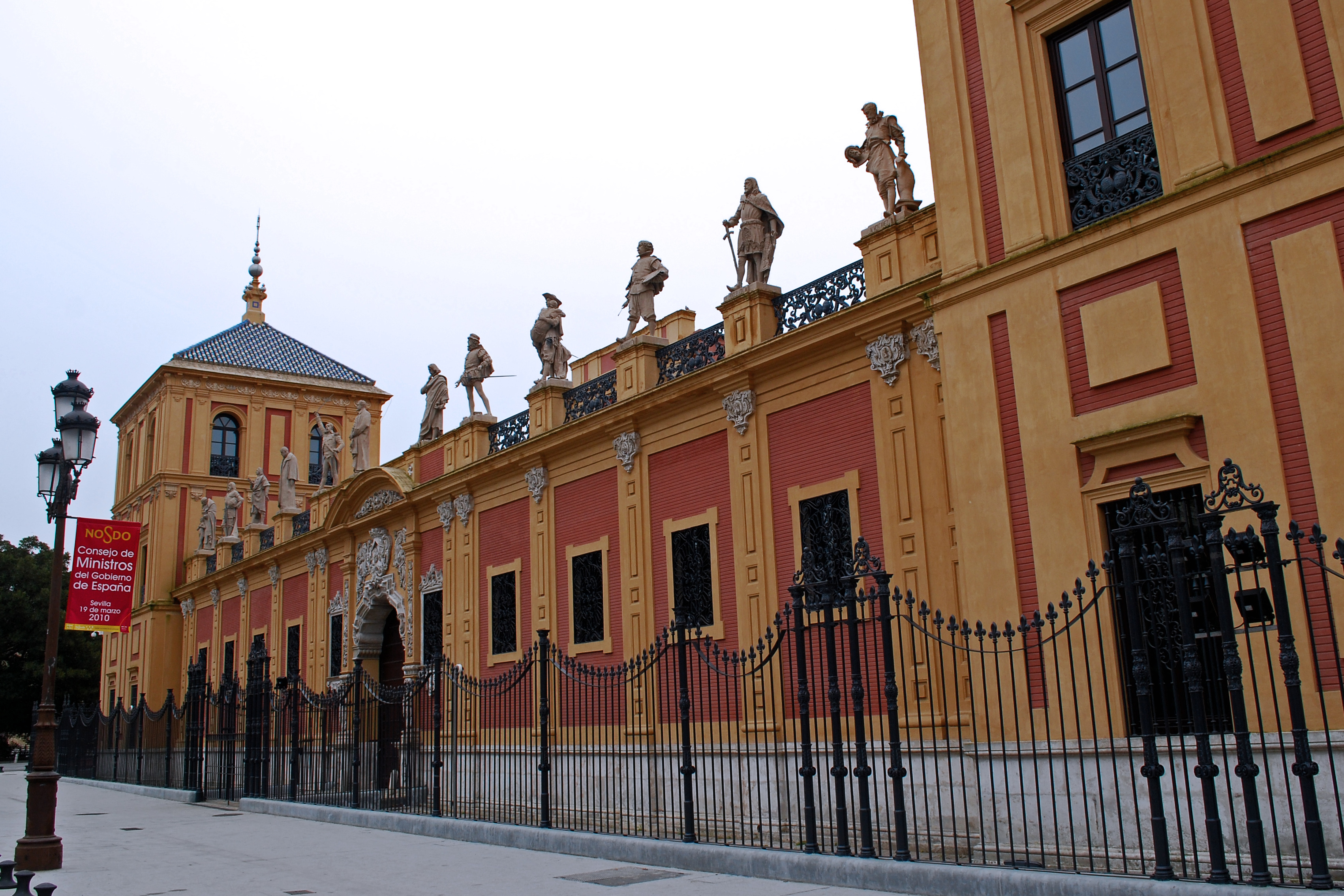
Galleria degli illustri sivigliani

La facciata principale del palazzo si distingue per il magnifico ingresso churrigueresco completato nel 1754 dal figlio e dal nipote di Leonardo de Figueroa. La porta è fiancheggiata da tre colonne per lato e sopra la porta si trova un balcone sorretto da telamoni e da dodici figure femminili allegoriche rappresentanti le arti e le scienze nautiche. Infine, vi è un gruppo scultoreo con colonne e una figura di Pedro González, conosciuto come Sant'Elmo, patrono dei marinai e affiancato dai santi patroni della città Ferdinando III di Castiglia e Sant'Ermenegildo.

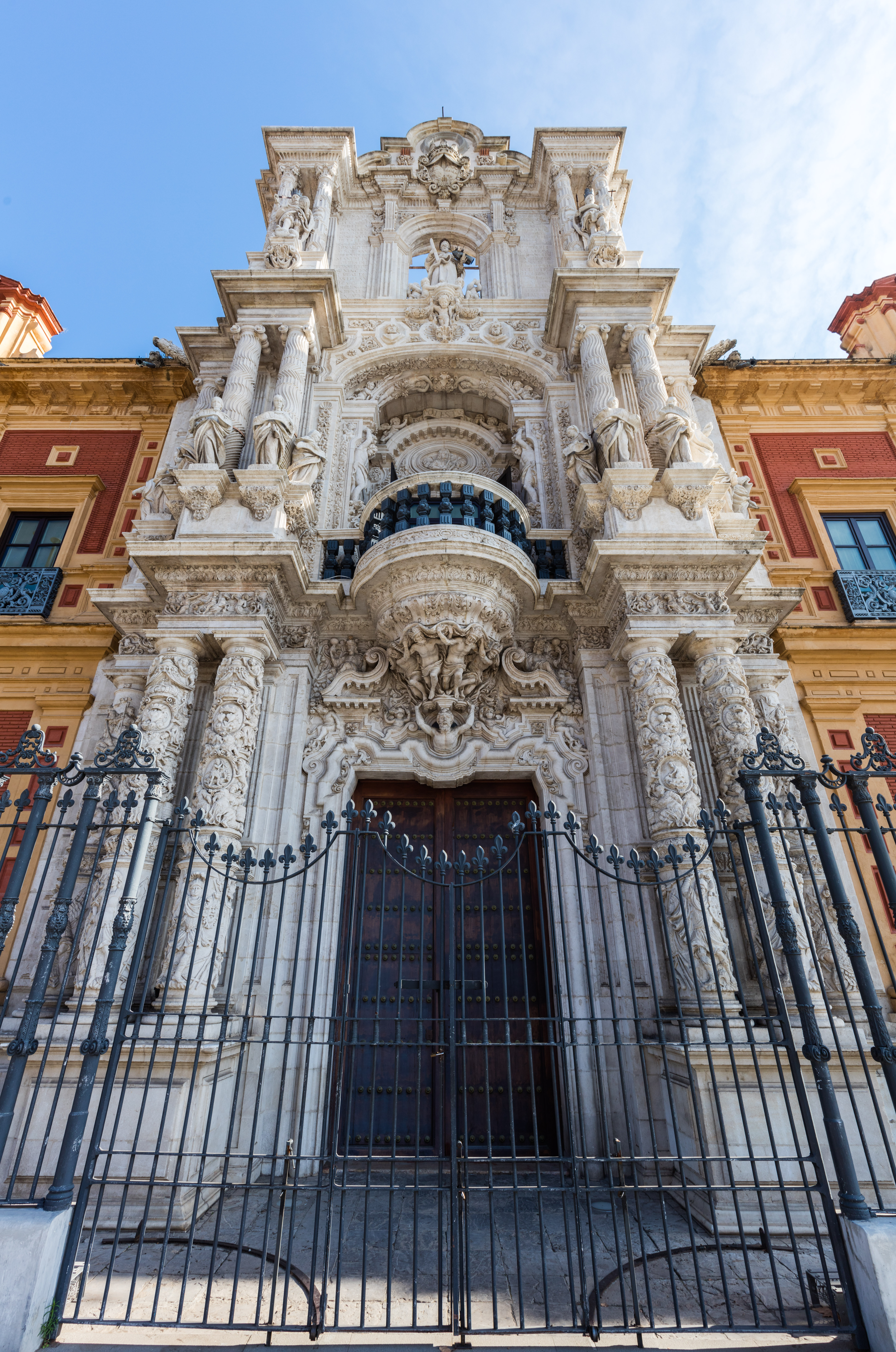
Ingresso della facciata principale visto dal basso

In cima alla facciata che si affaccia su Calle Palos de la Frontera, di fronte all'Hotel Alfonso XIII, si trovano le sculture di dodici illustri sivigliani:
- Juan Martínez Montañés
- Rodrigo Ponce de León
- Diego Velázquez
- Miguel Mañara
- Lope de Rueda
- Fernando de Herrera
- Luis Daoíz
- Benito Arias Montano
- Bartolomé Esteban Murillo
- Fernando Afán de Ribera, duca di Alcalá
- Bartolomé de las Casas.

Nei giardini del palazzo si trova il Costurero de la Reina (in italiano La stanza del cucito della regina), l'edificio neomudéjar più antico di Siviglia costruito nel 1893 come un piccolo castello esagonale con torrette agli angoli e oggi all'interno del Parco di María Luisa. Il nome originale dell'edificio è Padiglione di San Telmo e deve il suo soprannome alla leggenda secondo cui Mercedes d'Orléans, diventata poi regina, vi trascorreva il tempo cucendo.

## Storia

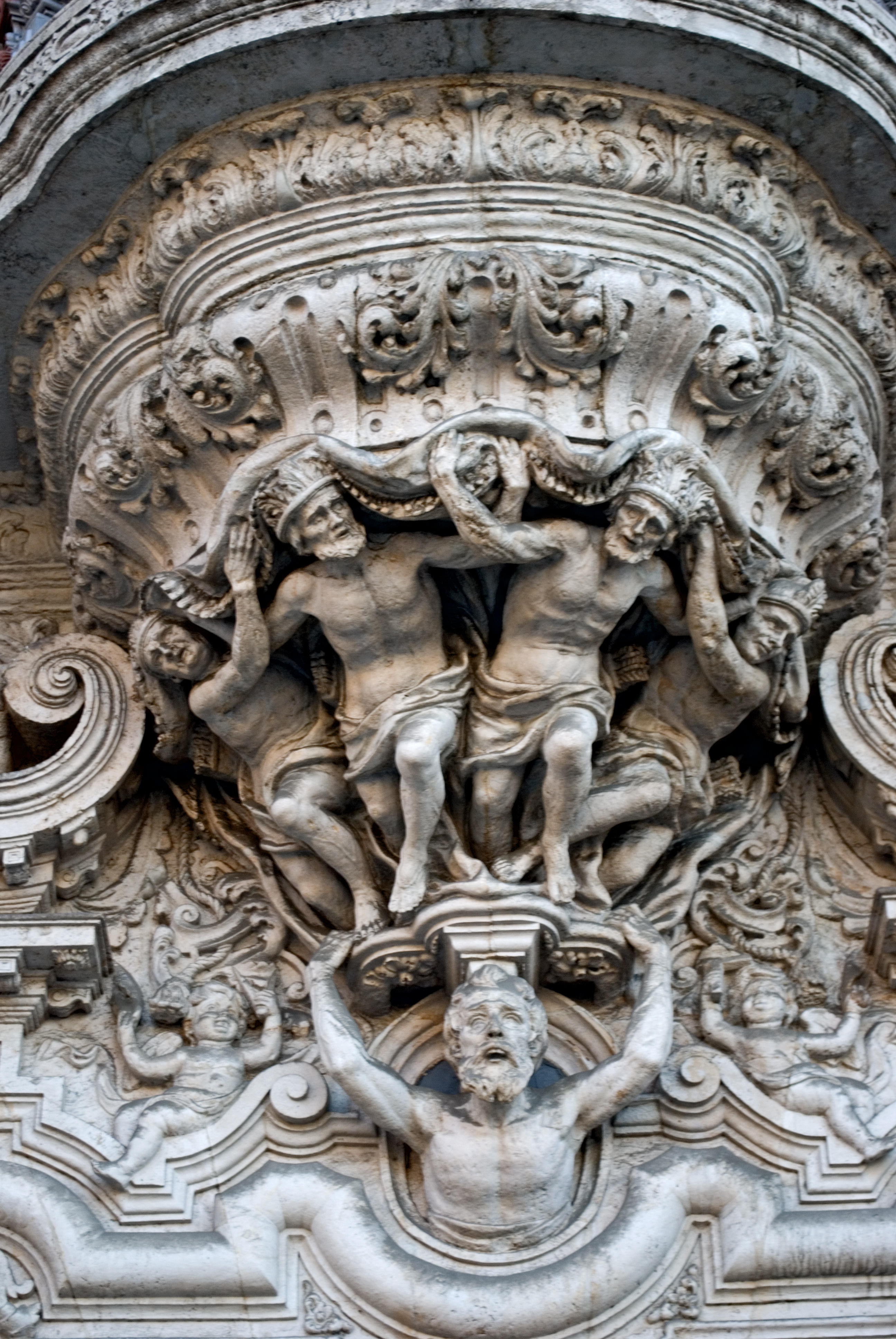
Particolare della facciata principale

La costruzione dell'edificio iniziò il 10 marzo 1682 su dei terreni al di fuori delle mura della città di proprietà del Tribunale del Sant'Uffizio, l'istituzione preposta all'Inquisizione spagnola.
L'edificio originario venne costruito per esser la sede di una scuola che educava i bambini orfani e li addestrava al mestiere di marinai e mantenne questo ruolo fino al 1847. Successivamente ebbe diversi usi finché nel 1849 non venne acquistato da Antonio d'Orléans, figlio del re Luigi Filippo di Francia in esilio, che lo trasformò nella loro residenza ufficiale. Alla morte nel 1897 dell'infanta Luisa Fernanda, il palazzo fu ceduto all'arcidiocesi di Siviglia e i suoi giardini, che oggi costituiscono il Parco di María Luisa, furono ceduti alla città di Siviglia.
Nel 1901 l'arcivescovo Marcelo Spínola trasformò il palazzo in un seminario, funzione che mantenne fino al 1989, quando l'arcivescovado di Siviglia cedette l'edificio alla Junta de Andalucía per farne la sede della presidenza.